# Liriomyza alaskensis
Liriomyza alaskensis (лат.) — вид мелких минирующих мух рода Liriomyza из семейства Agromyzidae (Diptera). США (Аляска).

## Описание
Мелкие минирующие мухи, длина крыла 2,1 мм. Взрослые мухи желтовато-коричневого цвета, с тонким корпусом и относительно большими прозрачными крыльями. Скутум блестящий. Личинки, предположительно, как и у других видов своего рода, развиваются в листьях растений (минируют их). Жилки крыла жёлтые, края калиптера белые. Вид был впервые описан в 1969 году британским энтомологом Кеннетом Спенсером (Kenneth A. Spencer, Department of Biological Sciences, University of Exeter, Эксетер, Великобритания), а его валидный статус подтверждён в ходе ревизии в 2017 году канадским диптерологом Оуэном Лонсдейлом (Owen Lonsdale, Agriculture and Agri-Food Canada, Оттава, Канада).